# Rožnik
Rožnik – wieś w Słowenii, w gminie Grosuplje. 1 stycznia 2017 liczyła 48 mieszkańców.